# Национален парк „Пинд“
Вижте пояснителната страница за други значения на Пинд.
Националният парк „Пинд“, известен също и с името Валия Калда (на гръцки: Εθνικός Δρυμός Πίνδου, Βάλια Κάλντα) е разположен сред трудно достъпен район от планинската верига на Северен Пинд, на границата между областните единици Гревена и Янина. Общата му площ съставлява 6899 ha.
Районът включва долините на Валия Калда (в превод от арумънски език Топлата долина) и на Аркудорема (от гръцки Меча река), както и планинските масиви от Лигос между селата Периволи и Вовуса. Характерът му се определя от честите геоморфоложки контрасти – стръмни скалисти склонове и клисури с буйни потоци и гъсти гори. В района намират убежище кафявата мечка, вълкът и дивата коза.

## Географски данни
Националният парк е разположен северно от град Мецово и се включва в землищата на селата Вовуса (Баяса), Периволи, Крания (Турия) и Милия. В границите на защитената територия няма селища. По-голямата част от парка се състои от долината на Валия Калда и планинските склонове. Върховете, които са част от планинския масив Лигос (Λύγκος), формират подкова около долината, отворена в западна посока. Редица върхове достигат надморска височина над 2000 m. Между тях следва да се отбележат Авго (Αυγό, Яйце) 2147 m, Какоплеври (Κακοπλεύρι, Зла страна) 2160 m, Фленга (Φλέγγα) 2159 m, Триа Синора (Τρία σύνορα, Три граници) 2050 m, Автия (Αυτιά, Уши) 2082 m и Салатура (Σαλατούρα, Солище) 2019 m.
В района на връх Фленга има две езера с ледников произход. Първото е разположено на 1960 m, като захранва с вода второто, което е на 20 m по-ниска надморска височина. Езерата са обрасли с растителност, но са и местообитания на алпийския тритон и един вид много дребна жаба, които са под охрана на природозащитните закони.
В парка се включват и течнията на две малки планински реки Салатурас и Зесто рема (Ζεστό ρέμα, Топла река), които след сливането си образуват Аркудорема (Меча река), буен приток на Аоос.
Паркът включва общо 6899 ha, от които 3349 ha основна част и 3550 ha буферна зона.